# 东河沿遗址
东河沿遗址，位于中国青海省贵德县河阴镇城东村，为青海省市县级文物保护单位，公布日期为1986年10月31日，类型为古遗址。
东河沿遗址的历史年代为汉代。